# Nogometni klub Slaven Belupo Koprivnica
Il Nogometni klub Slaven Koprivnica, meglio noto dal 1994 come Slaven Belupo per motivi di sponsorizzazione, è una società calcistica con sede a Koprivnica, la città più importante della Podravina, una delle regioni storiche della Croazia.
È stato fondato nel 1911 e attualmente milita nella Hrvatska nogometna liga, la massima divisione in Croazia.
Il nome "Slaven" deriva da Slavenski Apostoli, ovvero gli "apostoli degli slavi" Cirillo e Metodio.

## Storia
La prima squadra di calcio di Koprivnica iniziò ad operare nel 1906 a Zagabria all'Elipsa, dove giocavano gli studenti delle scuole superiori di Koprivnica Milan Graf, Dušan Ožegović, Emil Reš, Vlado Ščrbak, Đoka Trbojević e Viktor Zlatar. L'anno successivo iniziarono le attività del club a Koprivnica. Il campo da gioco del club a Lenište era adibito a luna park durante la mattinata e i giocatori potevano utilizzarlo nel pomeriggio, dopo averlo pulito. A causa della scarsità di avversari, le prime partite furono giocate dai giocatori dello stesso club divisi tra maglie blu e maglie rosse. I giocatori indossavano magliette bianche con un nastro blu o rosso e pantaloncini neri. Invece degli scarpini da calcio, indossavano scarpe e anche cappellini da club. Il Đački nogometni klub Koprivnica ("FC Studenti di Koprivnica") venne registrato il 30 giugno 1907, dopo aver presentato una richiesta di registrazione nel dicembre 1906. Il Koprivnica giocò in casa contro l'HAŠK il 25 agosto 1907 e perse 1–15. Secondo un rapporto dell'Obzor (un quotidiano di Zagabria), Koprivnica, a differenza di Zagabria, aveva un "campo sportivo ben tenuto". Entrambi i club erano in buoni rapporti e si scambiavano giocatori.

A causa di disaccordi all'interno di Koprivnica, nel 1911 venne fondato l'HŠK Slaven sotto la guida di Dragutin, Franjo, Ferdo e Krešo Friedrich. I due club divennero rivali locali. Il Koprivnica celebrò il suo decimo anniversario nel 1916, durante la prima guerra mondiale, durante la quale furono mobilitati 56 membri del club, 8 dei quali furono uccisi e 10 gravemente feriti. Il Koprivnica cessò le operazioni nel 1942, durante la seconda guerra mondiale.

Il primo presidente dello Slaven fu Dragutin Krsnik e il club fu registrato nel 1912. Oltre al calcio, i membri del club giocavano a tennis durante l'estate e a pattinaggio sul ghiaccio in inverno.

Lo Slaven giocò la sua prima partita dopo la prima guerra mondiale il 4 maggio 1919, contro lo Zmaj, che sconfisse per 6–0. La prima partita di calcio a Ludbreg fu giocata il 15 agosto 1919 e lo Slaven vinse la partita 9–1. Nel 1920, lo Slaven aveva sezioni di hockey, pattinaggio, atletica leggera, calcio e tennis.

Nel 1920 lo Slaven partecipò al primo campionato provinciale della Sottofederazione di Zagabria. In finale giocò a Brod na Savi contro il Marsonia. Il punteggio dopo 30 minuti di tempo supplementare era 1–1. Entrambi i club furono dichiarati campioni della provincia e fu deciso a sorte che il Marsonia avrebbe giocato contro il Građanski Zagabria nella finale per il campione della sottoassociazione.

Lo Slaven giocò la sua ultima partita il 10 settembre 1922 e, dopo l'assemblea del 12 settembre 1929, il club fu chiuso.

Dopo la seconda guerra mondiale, il club ritorna come Fiskulturno društvo Slaven ("società di educazione fisica Slaven"), dal 1953 al 1958 cambia nome in Sportsko društvo Podravka ("associazione sportiva Podravka"), per poi diventare NK Slaven. In questo periodo i maggiori successi sono le partecipazioni alla terza divisione jugoslava e il raggiungimento degli ottavi di Coppa di Jugoslavia.

Dopo la guerra d'indipendenza croata, lo Slaven entra nella Druga HNL ed in pochi anni entra a far parte della Prva HNL (nel 1997). Nel 1992 aggiunge il nome dello sponsor Bilokalnik (azienda di imballaggi in carta) e dal 1994 Belupo (azienda di prodotti farmaceutici con sede a Koprivnica). Da allora il club è noto come NK Slaven Belupo.

Nella lunga storia del club, le famiglie di Koprivnica hanno avuto un ruolo importante: Česi, Draganić, Kolarić, Malančec, Markulin, Sokač, Šestak - insieme alla già citata famiglia Friedrich, i cui membri sono apparsi come giocatori, dipendenti e sponsor. I dirigenti più in vista del club: I. Blažek, N. Felak, J. Friščić, M. Godek, I. Knežević, Đ. Kolarić, R. Markulin, D. Polančec e V. Vrhovski. Gli allenatori più importanti: I. Bedi, I. Filipić, M. Frančić, F. Kolar, V. Lazar, S. Nemet, B. Pleše (con la più lunga esperienza). I nomi di giocattoli più importanti: D. Friedrich-Karlek, A. Sertić, I. Kušek, V. Lazar, B. Šafar, M. Kvakarić, M. Šoprek, M. Drakulić, S. Kovačić, R. Celiščak, A. Mraz, S. Radotović, M. Šarlija, O. Drvosek, Z. Međimorec, A. Havaić, I. Solomun, R. Ferencina, M. Dodik.

## Strutture

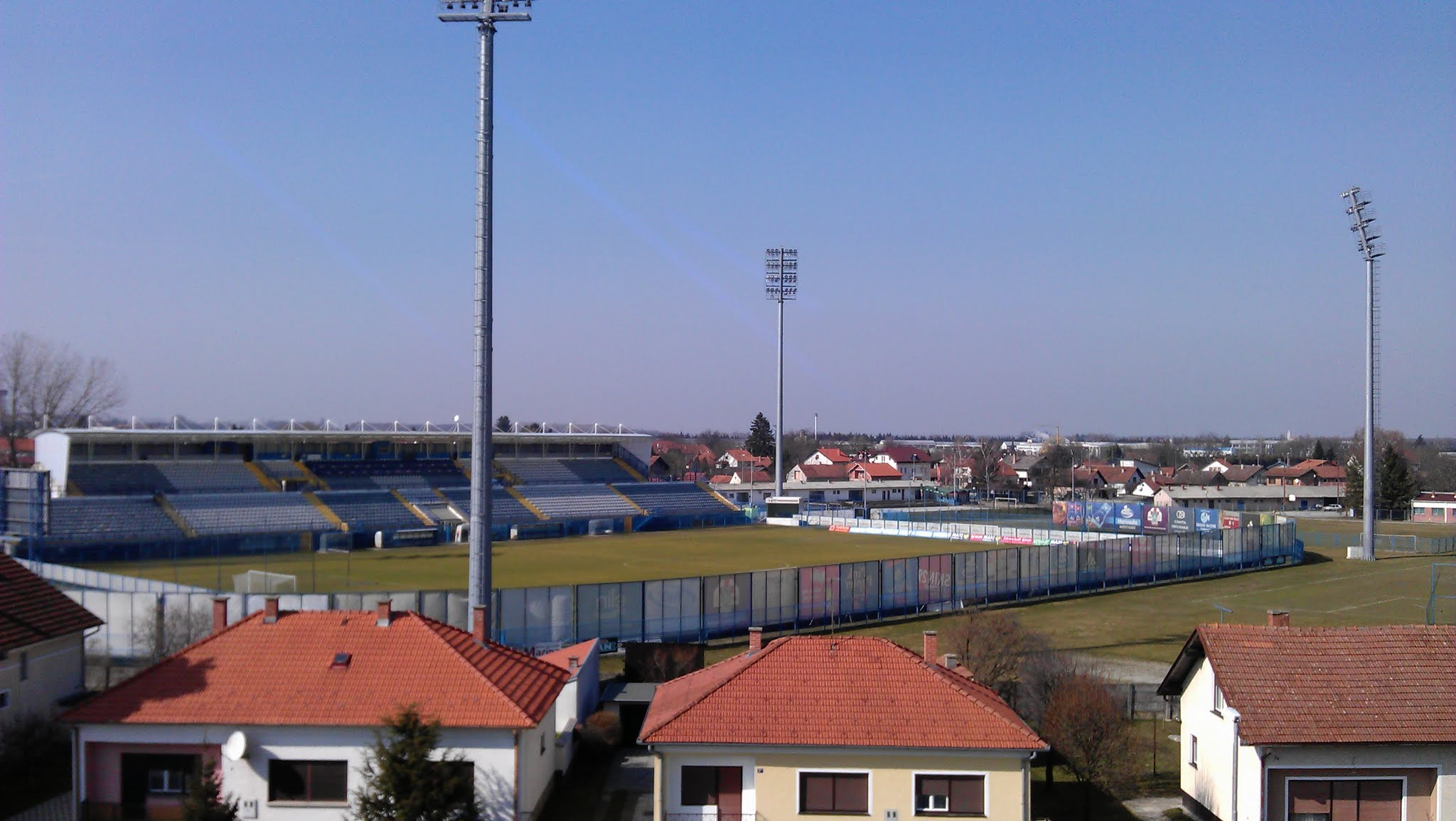
Gradski stadion „Ivan Kušek Apaš”

### Stadio
Lo Slaven disputa le partite interne al Gradski stadion (stadio cittadino) di Koprivnica. L'impianto, utilizzato anche dal Koprivnica, è stato costruito nel 1997 ed ha una capienza di 3205 posti.
Nell'aprile 2018 lo stadio è stato intitolato a Ivan Kušek Apaš, il fondatore della pallamano al liceo, un propagandista dello sport e l'organizzatore dei campionati di calcio delle scuole superiori nel vecchio campo sportivo dello Slaven.

## Allenatori
- Zlatko Kranjčar (1997)

## Calciatori
- Mato Jajalo (1999–2007) giovanili, (2007–2009) giocatore
- Bojan Vručina (2003–2009)

## Organico

### Rosa 2024-2025
Aggiornata al 6 febbraio 2025.
| N. |                                 | Ruolo | Calciatore       |
| -- | ------------------------------- | ----- | ---------------- |
| 1  | Croazia (bandiera)              | P     | Matija Jesenović |
| 3  | Croazia (bandiera)              | D     | Marko Martinaga  |
| 5  | Kosovo (bandiera)               | C     | Bujar Pllana     |
| 6  | Croazia (bandiera)              | D     | Tomislav Božić   |
| 7  | Croazia (bandiera)              | C     | Matej Šakota     |
| 8  | Croazia (bandiera)              | C     | Adriano Jagušić  |
| 9  | Croazia (bandiera)              | A     | Robert Murić     |
| 10 | Croazia (bandiera)              | C     | Benedik Mioč     |
| 11 | Camerun (bandiera)              | C     | Samuel Nongoh    |
| 12 | Croazia (bandiera)              | P     | Antun Marković   |
| 13 | Croazia (bandiera)              | D     | Ivan Lepinjica   |
| 14 | Croazia (bandiera)              | C     | Adrian Liber     |
| 17 | Moldavia (bandiera)             | C     | Mihail Caimacov  |
| 19 | Croazia (bandiera)              | A     | Tomislav Štrkalj |
| 20 | Croazia (bandiera)              | D     | Filip Hlevnjak   |
| 21 | Bosnia ed Erzegovina (bandiera) | C     | Emanuel Mađarić  |
| 23 | Croazia (bandiera)              | D     | Daniel Štefulj   |

| N. |                                 | Ruolo | Calciatore           |
| -- | ------------------------------- | ----- | -------------------- |
| 25 | Croazia (bandiera)              | P     | Ivan Sušak           |
| 27 | Croazia (bandiera)              | D     | Alen Grgić           |
| 29 | Croazia (bandiera)              | D     | Vinko Međimorec      |
| 30 | Ghana (bandiera)                | C     | Michael Agbekpornu   |
| 32 | Croazia (bandiera)              | P     | Ivan Čović           |
| 33 | Croazia (bandiera)              | D     | Antonio Bosec        |
| 45 | Albania (bandiera)              | A     | Florian Kamberi      |
| 45 | Croazia (bandiera)              | A     | Karlo Butić          |
| 55 | Croazia (bandiera)              | D     | Marco Boras          |
| 90 | Macedonia del Nord (bandiera)   | A     | Ilija Nestorovski    |
| 99 | Colombia (bandiera)             | A     | Dilan Ortíz          |
|    | Serbia (bandiera)               | A     | Uroš Mrdaković       |
|    | Austria (bandiera)              | D     | Gabriel Eskinja      |
|    | Croazia (bandiera)              | A     | Marin Mokrovic Dajic |
|    | Croazia (bandiera)              | C     | Fran Zuskin          |
|    | Bosnia ed Erzegovina (bandiera) | C     | Medin Hrvic          |

### Rosa 2023-2024
Aggiornata al 25 gennaio 2024.
| N. |                                 | Ruolo | Calciatore       |
| -- | ------------------------------- | ----- | ---------------- |
| 1  | Croazia (bandiera)              | P     | Matija Jesenović |
| 3  | Croazia (bandiera)              | D     | Marko Martinaga  |
| 5  | Kosovo (bandiera)               | C     | Bujar Pllana     |
| 6  | Croazia (bandiera)              | D     | Tomislav Božić   |
| 7  | Croazia (bandiera)              | C     | Matej Šakota     |
| 9  | Croazia (bandiera)              | A     | Robert Murić     |
| 10 | Croazia (bandiera)              | C     | Benedik Mioč     |
| 11 | Camerun (bandiera)              | C     | Samuel Nongoh    |
| 12 | Croazia (bandiera)              | P     | Antun Marković   |
| 13 | Croazia (bandiera)              | D     | Ivan Lepinjica   |
| 14 | Croazia (bandiera)              | C     | Adrian Liber     |
| 17 | Moldavia (bandiera)             | C     | Mihail Caimacov  |
| 19 | Croazia (bandiera)              | A     | Tomislav Štrkalj |
| 20 | Croazia (bandiera)              | D     | Filip Hlevnjak   |
| 21 | Bosnia ed Erzegovina (bandiera) | C     | Emanuel Mađarić  |

| N. |                                 | Ruolo | Calciatore           |
| -- | ------------------------------- | ----- | -------------------- |
| 23 | Croazia (bandiera)              | D     | Daniel Štefulj       |
| 25 | Croazia (bandiera)              | P     | Ivan Sušak           |
| 29 | Croazia (bandiera)              | D     | Vinko Međimorec      |
| 30 | Ghana (bandiera)                | C     | Michael Agbekpornu   |
| 32 | Croazia (bandiera)              | P     | Ivan Čović           |
| 33 | Croazia (bandiera)              | D     | Antonio Bosec        |
| 45 | Albania (bandiera)              | A     | Florian Kamberi      |
| 55 | Croazia (bandiera)              | D     | Marco Boras          |
| 90 | Macedonia del Nord (bandiera)   | A     | Ilija Nestorovski    |
| 99 | Colombia (bandiera)             | A     | Dilan Ortíz          |
|    | Serbia (bandiera)               | A     | Uroš Mrdaković       |
|    | Austria (bandiera)              | D     | Gabriel Eskinja      |
|    | Croazia (bandiera)              | A     | Marin Mokrovic Dajic |
|    | Croazia (bandiera)              | C     | Fran Zuskin          |
|    | Bosnia ed Erzegovina (bandiera) | C     | Medin Hrvic          |

### Rosa 2022-2023
Aggiornata al 18 gennaio 2023.
| N. |                                 | Ruolo | Calciatore       |
| -- | ------------------------------- | ----- | ---------------- |
| 3  | Croazia (bandiera)              | D     | Marko Martinaga  |
| 4  | Croazia (bandiera)              | C     | Mario Marina     |
| 5  | Croazia (bandiera)              | C     | Jakov Bašić      |
| 6  | Croazia (bandiera)              | D     | Tomislav Božić   |
| 8  | Croazia (bandiera)              | A     | Marko Žuljević   |
| 9  | Kosovo (bandiera)               | A     | Arbër Hoxha      |
| 10 | Croazia (bandiera)              | C     | Robert Mudražija |
| 11 | Croazia (bandiera)              | A     | Ante Crnac       |
| 12 | Croazia (bandiera)              | P     | Antun Marković   |
| 13 | Austria (bandiera)              | D     | Gabriel Eskinja  |
| 16 | Bosnia ed Erzegovina (bandiera) | A     | Zoran Kvržić     |
| 17 | Croazia (bandiera)              | C     | Mateo Kocijan    |
| 19 | Croazia (bandiera)              | C     | Josip Mihalić    |
| 20 | Croazia (bandiera)              | D     | Filip Hlevnjak   |
| 21 | Croazia (bandiera)              | C     | Nikola Jambor    |
| 22 | Croazia (bandiera)              | D     | Vinko Soldo      |
| 23 | Croazia (bandiera)              | C     | Benedik Mioč     |

| N. |                                 | Ruolo | Calciatore            |
| -- | ------------------------------- | ----- | --------------------- |
| 24 | Croazia (bandiera)              | D     | Novak Tepšić          |
| 25 | Croazia (bandiera)              | P     | Ivan Čović            |
| 27 | Croazia (bandiera)              | A     | Luka Branšteter       |
| 28 | Bosnia ed Erzegovina (bandiera) | C     | Seid Behram           |
| 29 | Grecia (bandiera)               | D     | Giannīs Christopoulos |
| 30 | Brasile (bandiera)              | D     | Talys                 |
| 33 | Croazia (bandiera)              | D     | Antonio Bosec         |
| 45 | Kosovo (bandiera)               | A     | Arb Manaj             |
| 55 | Croazia (bandiera)              | D     | Marco Boras           |
| 99 | Bosnia ed Erzegovina (bandiera) | A     | Ivan Krstanović       |
|    | Croazia (bandiera)              | P     | Ivan Sušak            |
|    | Argentina (bandiera)            | D     | Gonzalo Gamarra       |
|    | Nigeria (bandiera)              | D     | Ikouwem Utin          |
|    | Croazia (bandiera)              | C     | Mihael Mlinarić       |
|    | Bosnia ed Erzegovina (bandiera) | C     | Nikola Turanjanin     |
|    | Croazia (bandiera)              | A     | Mateo Monjac          |

### Rosa 2020-2021
Aggiornata al 28 febbraio 2021.
| N. |                                 | Ruolo | Calciatore        |
| -- | ------------------------------- | ----- | ----------------- |
| 3  | Corea del Sud (bandiera)        | D     | Kim Hyun-woo      |
| 4  | Bosnia ed Erzegovina (bandiera) | C     | Nikola Turanjanin |
| 6  | Croazia (bandiera)              | D     | Tomislav Božić    |
| 7  | Croazia (bandiera)              | D     | Bruno Goda        |
| 8  | Croazia (bandiera)              | C     | Frano Mlinar      |
| 9  | Camerun (bandiera)              | A     | Franck Etoundi    |
| 11 | Serbia (bandiera)               | C     | Nemanja Glavčić   |
| 12 | Croazia (bandiera)              | P     | Ivan Čović        |
| 15 | Croazia (bandiera)              | C     | Goran Paracki     |

| N. |                          | Ruolo | Calciatore      |
| -- | ------------------------ | ----- | --------------- |
| 16 | Argentina (bandiera)     | D     | Gonzalo Gamarra |
| 18 | Croazia (bandiera)       | C     | Arijan Brković  |
| 21 | Croazia (bandiera)       | C     | Luka Liklin     |
| 22 | Corea del Sud (bandiera) | C     | Kim Gyu-hyeong  |
| 23 | Croazia (bandiera)       | C     | Edin Julardžija |
| 30 | Croazia (bandiera)       | A     | Bruno Bogojević |
| 33 | Croazia (bandiera)       | D     | Antonio Bosec   |
| 99 | Croazia (bandiera)       | A     | Ivan Krstanović |
|    | Croazia (bandiera)       | C     | Mario Marina    |

### Rosa 2018-2019
Aggiornata al 31 gennaio 2019.
| N. |                    | Ruolo | Calciatore          |
| -- | ------------------ | ----- | ------------------- |
| 1  | Croazia (bandiera) | P     | Ivan Filipović      |
| 2  | Croazia (bandiera) | D     | Matko Zirdum        |
| 4  | Croazia (bandiera) | D     | Vinko Međimorec     |
| 5  | Polonia (bandiera) | D     | Krystian Nowak      |
| 6  | Serbia (bandiera)  | C     | Miloš Vidović       |
| 7  | Croazia (bandiera) | D     | Bruno Goda          |
| 8  | Croazia (bandiera) | C     | Dario Čanađija      |
| 9  | Croazia (bandiera) | A     | Matej Jelić         |
| 10 | Croazia (bandiera) | C     | Stipe Bačelić-Grgić |
| 11 | Camerun (bandiera) | A     | Rodrigue Bongongui  |
| 12 | Croazia (bandiera) | P     | Antun Marković      |
| 13 | Croazia (bandiera) | C     | Karlo Plantak       |
| 14 | Croazia (bandiera) | A     | Mateas Delić        |
| 15 | Croazia (bandiera) | A     | Jan Doležal         |
| 16 | Croazia (bandiera) | C     | Ivan Jajalo         |

| N. |                                 | Ruolo | Calciatore          |
| -- | ------------------------------- | ----- | ------------------- |
| 17 | Bosnia ed Erzegovina (bandiera) | A     | Luka Menalo         |
| 18 | Croazia (bandiera)              | A     | Ivan Dolček         |
| 19 | Brasile (bandiera)              | A     | Mateus              |
| 20 | Croazia (bandiera)              | D     | Zvonimir Šarlija    |
| 21 | Croazia (bandiera)              | A     | Mihael Mladen       |
| 22 | Croazia (bandiera)              | D     | Marko Iharos        |
| 23 | Croazia (bandiera)              | C     | David Puclin        |
| 24 | Croazia (bandiera)              | D     | Marko Karamarko     |
| 25 | Croazia (bandiera)              | P     | Damjan Kurtanjek    |
| 27 | Bosnia ed Erzegovina (bandiera) | A     | Ivan Krstanović     |
| 29 | Francia (bandiera)              | A     | Jean-Philippe Mendy |
| 30 | Croazia (bandiera)              | A     | Bruno Bogojević     |
|    | Croazia (bandiera)              | D     | Ante Vrljičak       |
|    | Croazia (bandiera)              | D     | Marko Martinaga     |
|    | Croazia (bandiera)              | C     | Davor Lovren        |

### Rosa 2017-2018
| N. |                                 | Ruolo | Calciatore         |
| -- | ------------------------------- | ----- | ------------------ |
| 1  | Croazia (bandiera)              | P     | Goran Blažević     |
| 3  | Croazia (bandiera)              | D     | Mihael Rebernik    |
| 4  | Croazia (bandiera)              | D     | Vinko Međimorec    |
| 5  | Bosnia ed Erzegovina (bandiera) | D     | Aleksandar Jovičić |
| 6  | Serbia (bandiera)               | D     | Miloš Vidović      |
| 7  | Croazia (bandiera)              | D     | Bruno Goda         |
| 8  | Bosnia ed Erzegovina (bandiera) | C     | Benjamin Tatar     |
| 10 | Croazia (bandiera)              | C     | Nikola Pokrivač    |
| 11 | Croazia (bandiera)              | C     | Goran Paracki      |
| 12 | Croazia (bandiera)              | P     | Antun Marković     |
| 13 | Croazia (bandiera)              | C     | David Arap         |
| 16 | Croazia (bandiera)              | D     | Vedran Purić       |

| N. |                               | Ruolo | Calciatore       |
| -- | ----------------------------- | ----- | ---------------- |
| 17 | Albania (bandiera)            | C     | Bruno Telushi    |
| 19 | Croazia (bandiera)            | D     | Nikola Katić     |
| 20 | Croazia (bandiera)            | C     | Zvonimir Šarlija |
| 21 | Croazia (bandiera)            | D     | Ante Vrljičak    |
| 22 | Macedonia del Nord (bandiera) | A     | Mirko Ivanovski  |
| 23 | Croazia (bandiera)            | C     | Vice Kendeš      |
| 25 | Croazia (bandiera)            | P     | Karlo Slukic     |
| 26 | Croazia (bandiera)            | D     | Božo Musa        |
| 27 | Croazia (bandiera)            | C     | Dinko Trebotić   |
| 30 | Croazia (bandiera)            | A     | Bruno Bogojević  |
|    | Croazia (bandiera)            | C     | Mario Gregurina  |
|    | Croazia (bandiera)            | A     | Jan Doležal      |

## Palmarès

### Competizioni nazionali
- Druga hrvatska nogometna liga: 1

1995-1996 (girone Nord)

### Altri piazzamenti
- Campionato croato:

Secondo posto: 2007-2008
Terzo posto: 2011-2012
- Coppa di Croazia:

Finalista: 2006-2007, 2015-2016, 2024-2025
Semifinalista: 1998-1999, 2010-2011, 2012-2013, 2013-2014, 2019-2020, 2022-2023
- Druga hrvatska nogometna liga:

Terzo posto: 1994-1995 (girone Nord)
- Coppa Intertoto UEFA:

Semifinalista: 2002, 2004

## Tifoseria
I tifosi più accesi dello Slaven sono i componenti (circa 50) della Plava Brigada (brigata blu). Il gruppo è nato nel 2007 in occasione di una gara contro la Dinamo Zagabria.